# 올돌골
올돌골(兀突骨)은 나관중의 통속 역사 소설 《삼국지연의》에서 남만 오과국의 수장으로 등장하는 가공의 인물이다.

## 《삼국지연의》에서의 올돌골
남만에 있는 오과국(烏戈國)의 국왕이다. 신장이 12척(尺, 후한 시대의 척은 276cm, 위진시대의 척은 289.2cm)인 거구의 남자로 몸이 비늘로 덮여 있다고 묘사되어 있다. 또, 모든 곡식을 일절 먹지 않고, 산짐승이나 뱀을 주로 먹었다고 한다.
기름을 등나무에 스며들게 하고 말린 등갑을 입고 칼이나 화살도 관통되지 않고 물에 뜨고 이동하는 최강의 군사 등갑병을 인솔하고, 올돌골 자신은 코끼리를 타고 있었다. 맹획을 도와 촉나라군을 상대하여 등갑병을 이용하여 촉나라군에 크게 이겼다. 그러나, 등갑의 제조법과 불에 약한 것을 안 제갈량은 위연에게 자신의 책략을 알려주고, 위연이 몇번이나 도망치며 올돌골을 반사곡으로 유인하여, 화공에 의해 부하와 함께 전사했다. 올돌골군이 전멸한 후에 제갈량은 올돌골의 군사로 위장하여 맹획이 나타나자 제갈량을 죽였다고 속여 맹획을 잡았다고 한다.